# Norman Levi Bowen

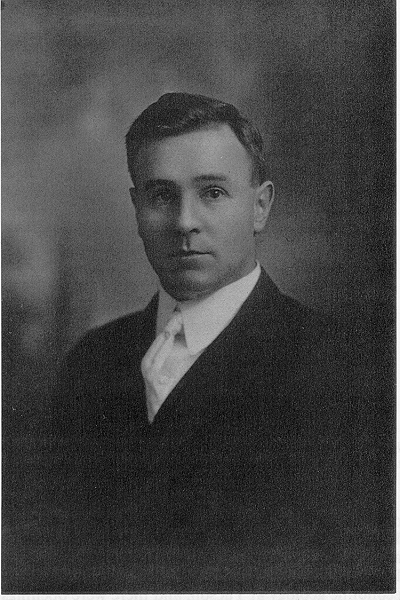
Norman Levi Bowen (1909)

Norman Levi Bowen (Kingston (Ontario), 21 juni 1887 - Washington D.C., 11 september 1956) was een Canadese geoloog en geochemicus. Hij was een pionier in het uitvoeren van experimenten met als doel geologische waarnemingen te verklaren. Onder geologen is hij vooral bekend door zijn reactiereeks voor het kristalliseren van stollingsgesteentes.

## Loopbaan
Na in 1909 een bachelor graad in geologie en chemie te hebben gehaald aan Queen's University in Kingston, vervolgde Bowen zijn studie aan Massachusetts Institute of Technology. Zijn PhD behaalde hij in 1912 op een onderzoek naar het veldspaat systeem nephelien-anorthiet (voor informatie over dit soort systemen zie: fasediagram).
Na zijn promotie bleef Bowen aan het Massachusetts Institute of Technology verbonden. Hij was geïnteresseerd geraakt in het ontstaan van stollingsgesteenten. Hij stelde dat alle primaire magma basaltisch van samenstelling was, en dat alle andere samenstellingen door magma differentiatie uit deze basaltische magma's ontstaan. Ook deed hij onderzoek naar stollingsgesteentes die uit maar één mineraal bestaan, zoals duniet of anorthosiet, de rol van water in het ontstaan van alkalirijke magma en hij stelde zijn bekende reactie serie op. Al in 1915 publiceerde hij zijn ontdekkingen, maar deze werden niet gelijk algemeen aanvaard. Hoewel hij ook veel veldonderzoek deed, bleef Bowen het belang van experimenteel onderzoek benadrukken. In 1928 werden zijn ideeën gepubliceerd door Princeton University onder de naam The evolution of the igneous rocks.
Bowen werd uit idealisme in 1937 hoogleraar aan de Universiteit van Chicago, maar bleek geen talent te hebben voor het geven van colleges. In 1946 keerde hij terug bij het MIT. Ook na zijn pensioen in 1952 keerde hij weer terug in het laboratorium, waar hij tot zijn dood in 1956 te vinden was.
- Gemeinsame Normdatei: 117715573
- International Standard Name Identifier: 0000 0000 8147 4742
- Library of Congress Control Number: n79026806
- Nationale bibliotheek van Australië: 36059464
- Nationale Bibliotheek van Israël: 987007276398705171
- Nederlandse Thesaurus van Auteursnamen: 072307730
- Système universitaire de documentation: 136869238
- Trove: 1204204
- Virtual International Authority File: 67249925
- WorldCat: E39PBJhhqk46Xhtp3747MRDH4q